# Jeffrey Gold
Pour les articles homonymes, voir Gold.
Jeffrey Gold, né le 13 mars 1968 à Rock Island dans l'Illinois (États-Unis), est un compositeur, directeur de la photographie, monteur, producteur, réalisateur et scénariste américain.

## Filmographie

### comme producteur
- 1995 : The Wallet
- 1995 : Twilight (Physics in the Twilight)
- 1995 : Fade to Reality
- 1995 : Isles in the Midst of the Great Green Sea
- 1996 : Cognoscenti: The Admirable Life of Eli Khamarov
- 1997 : Children of the Wind
- 2003 : Summer Solstice
- 2003 : Abby Singer

### comme compositeur
- 1997 : Children of the Wind
- 1995 : Isles in the Midst of the Great Green Sea
- 1997 : Children of the Wind
- 2001 : Edge Running

### comme scénariste
- 1997 : Children of the Wind
- 1995 : Twilight (Physics in the Twilight)
- 1995 : Isles in the Midst of the Great Green Sea
- 1996 : Cognoscenti: The Admirable Life of Eli Khamarov

### comme réalisateur
- 1995 : The Wallet
- 1995 : Twilight (Physics in the Twilight)
- 1995 : Fade to Reality
- 1995 : Isles in the Midst of the Great Green Sea
- 1996 : Cognoscenti: The Admirable Life of Eli Khamarov

### comme directeur de la photographie
- 1995 : The Wallet
- 1995 : Twilight (Physics in the Twilight)
- 1995 : Fade to Reality
- 1995 : Isles in the Midst of the Great Green Sea
- 1996 : Cognoscenti: The Admirable Life of Eli Khamarov
- 1997 : Children of the Wind

### comme monteur
- 1995 : The Wallet
- 1995 : Twilight (Physics in the Twilight)
- 1995 : Fade to Reality
- 1995 : Isles in the Midst of the Great Green Sea
- 1996 : Cognoscenti: The Admirable Life of Eli Khamarov
- 1997 : Children of the Wind

### comme acteur
- 1996 : Independence Day : German Fighter Pilot
- 2003 : Fusion (The Core) : Engineer